# 二子玉川駅

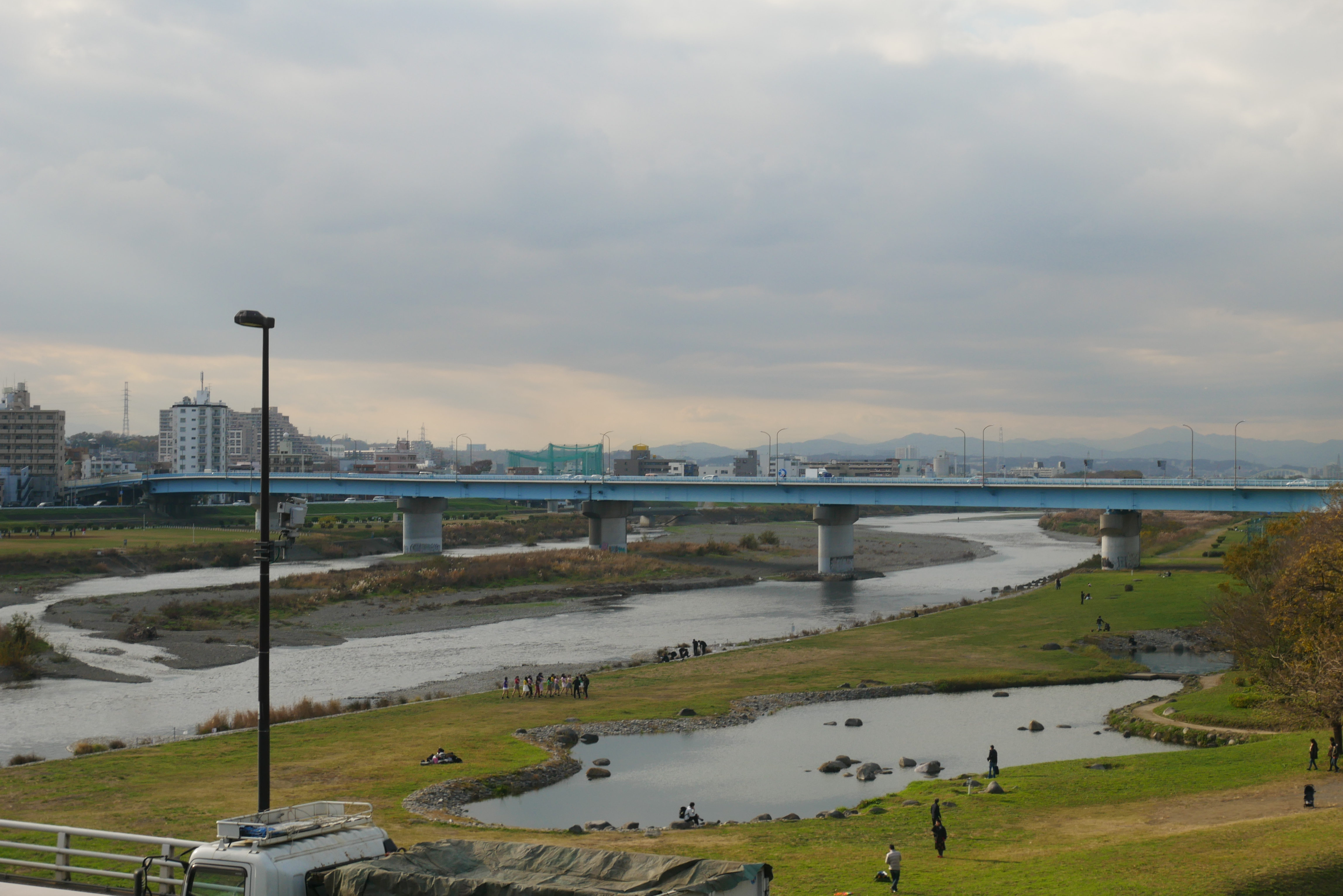
上りホームから多摩川河川敷を望む。写真の位置は改札口側からはすでに野川を渡河しており、写真左の川が多摩川、右方向に野川および改札口がある。（2018年12月）

二子玉川駅（ふたこたまがわえき）は、東京都世田谷区玉川二丁目にある、東急電鉄の駅である。

## 概要
田園都市線と大井町線が乗り入れている。線路名称上では、当駅が正式な大井町線の終点であるが、田園都市線の複々線化に際して大井町線の列車は溝の口駅に発着するようになり、当駅 - 溝の口駅間でも両系統を案内上別路線として扱っている。駅番号は田園都市線がDT07、大井町線がOM15である。
駅長所在駅であり、二子玉川管内として当駅と用賀駅を管理している。かつての二子玉川管内は当駅 - 梶が谷駅間であり、用賀駅は三軒茶屋管内であったが、管内再編により2009年10月1日に現在の体制となった。なお、二子新地駅 - 梶が谷駅間は同日から分離・新設された溝の口駅所管の「溝の口管内」となった。

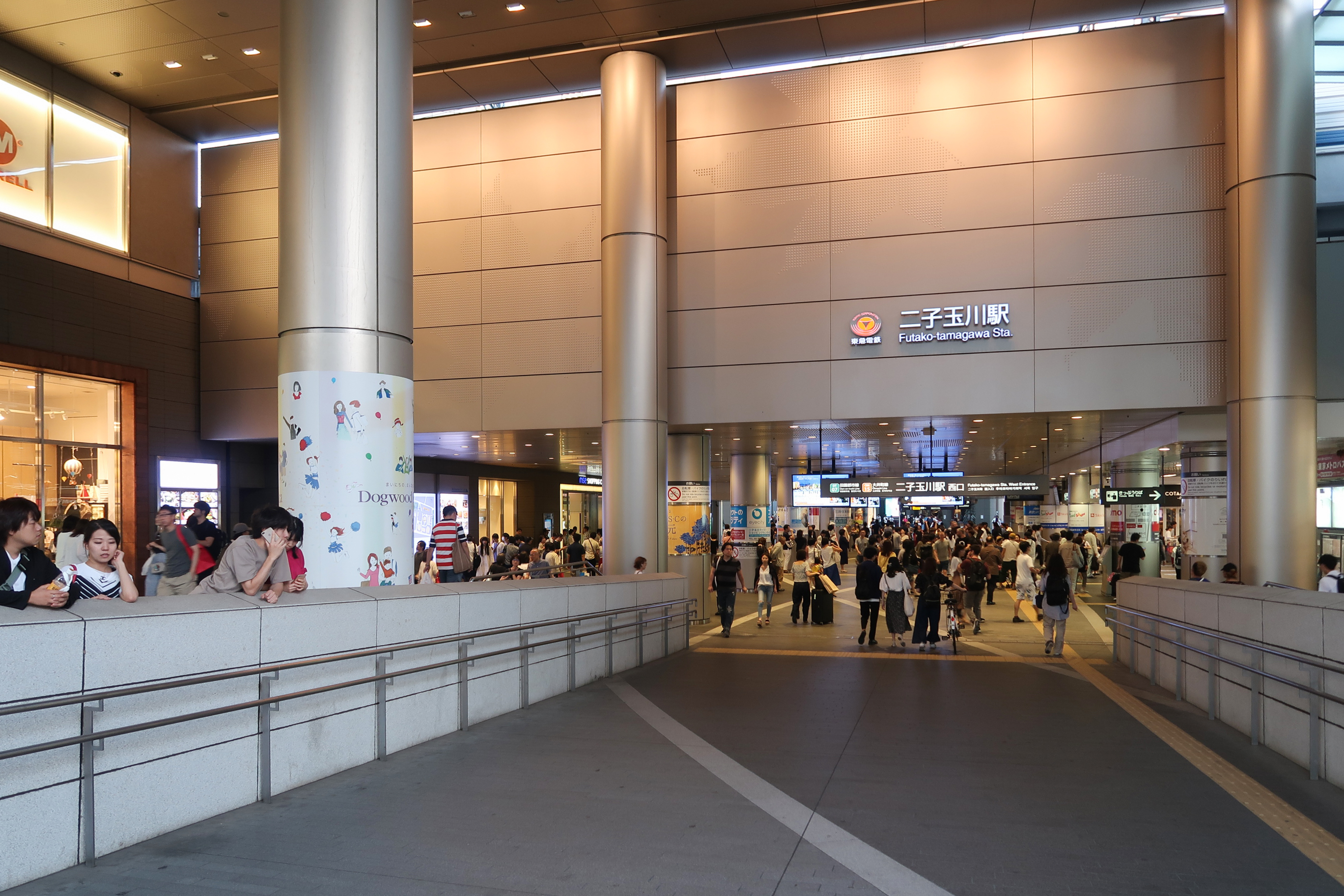
西口（2018年6月）
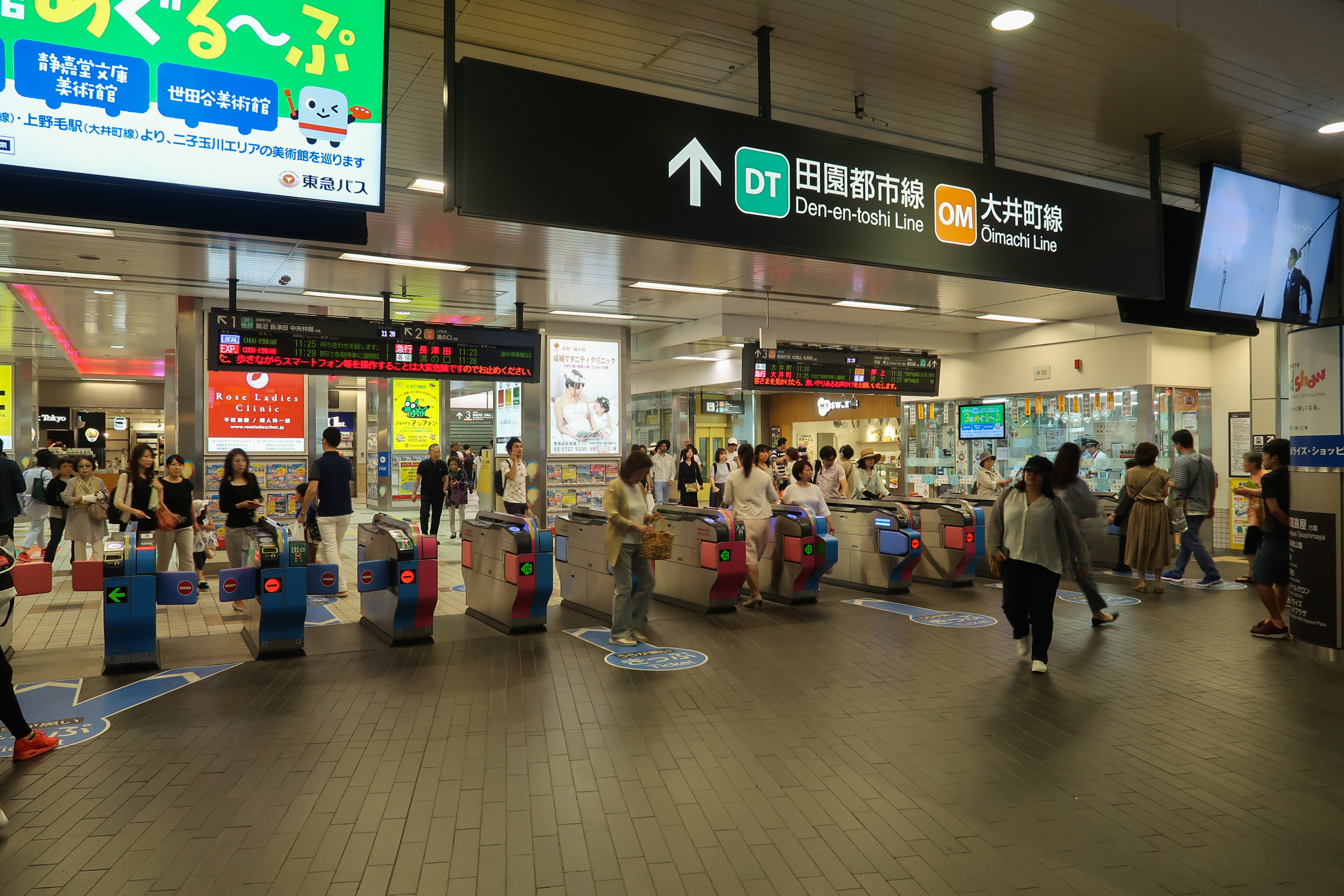
改札口（2018年6月）
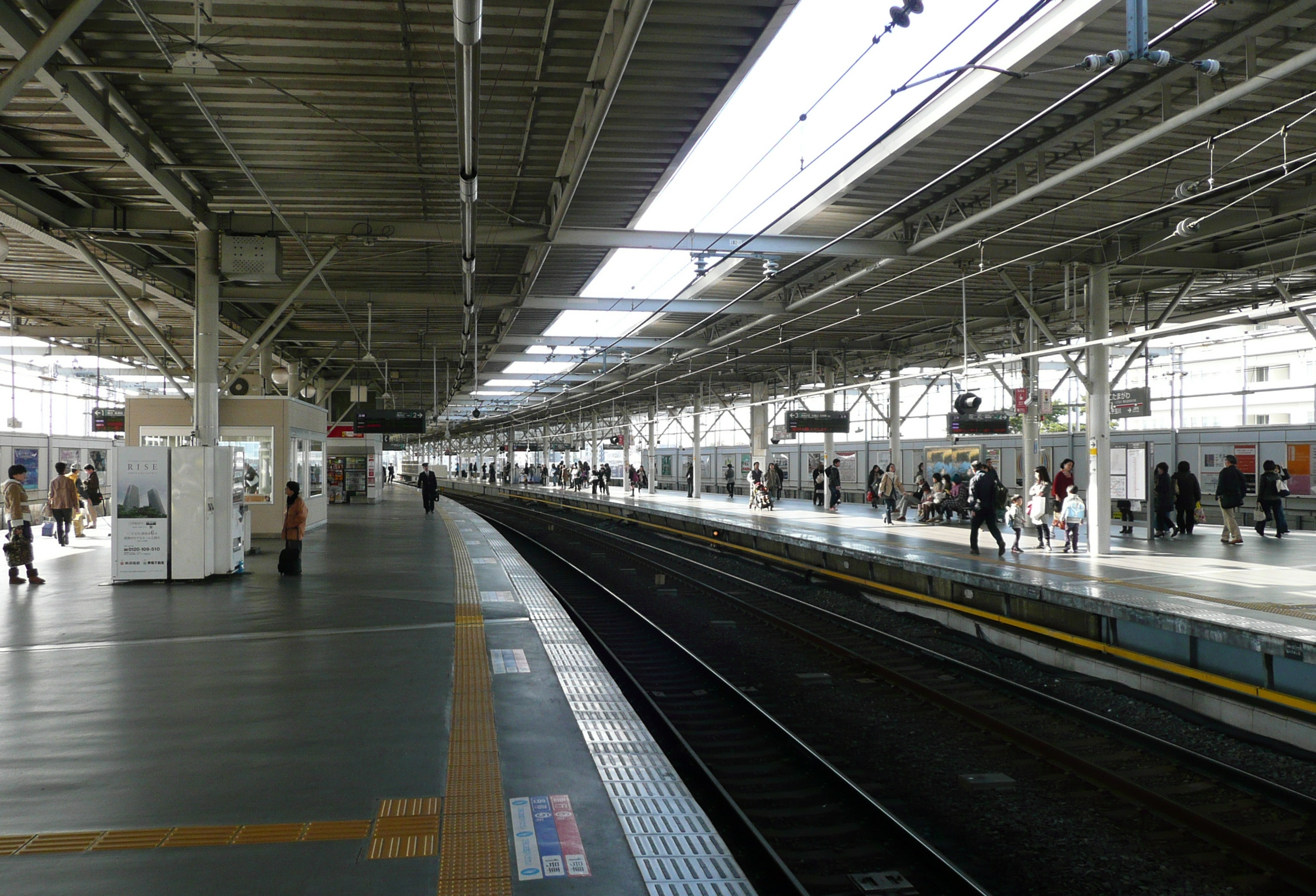
ホーム（2011年11月）
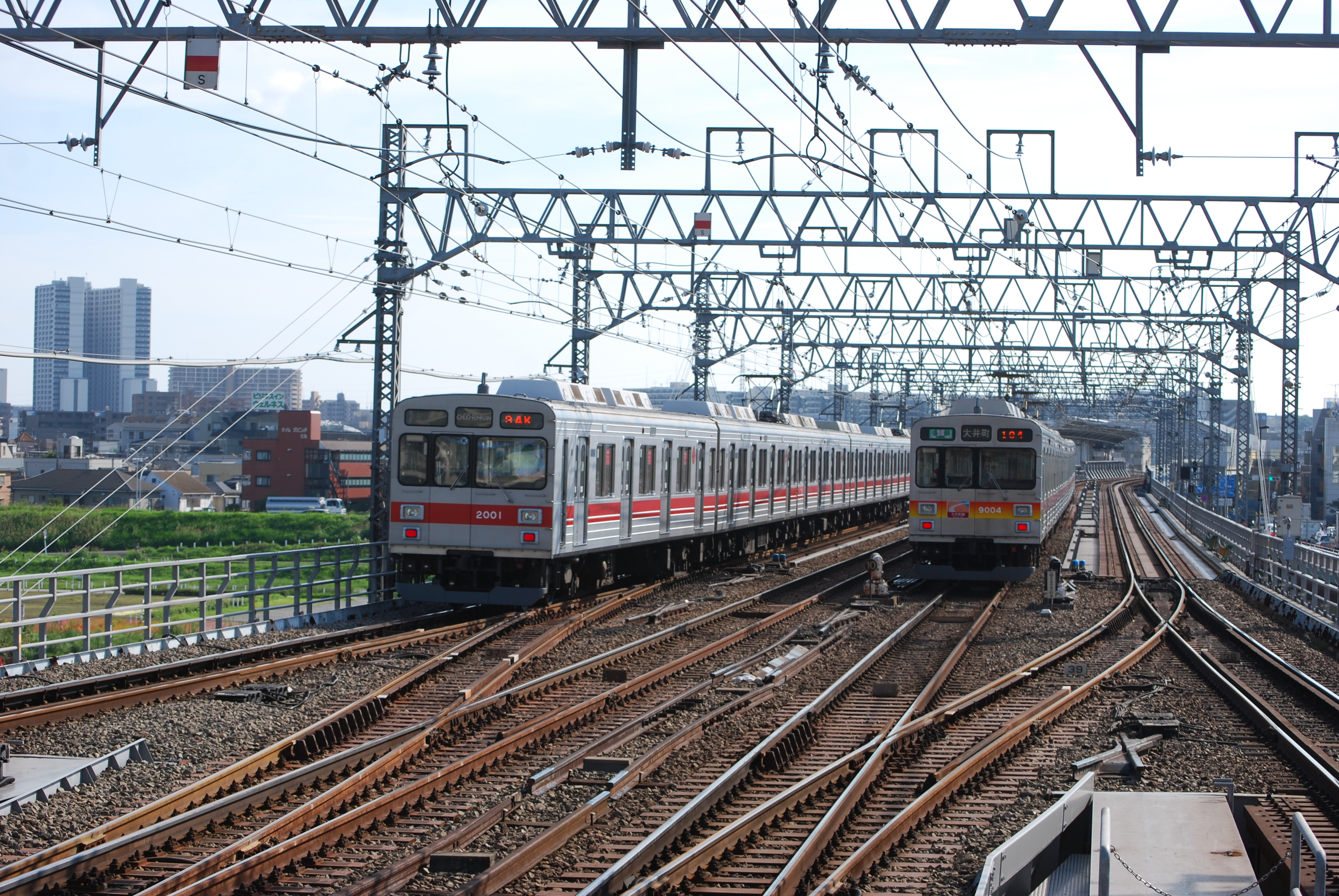
二子新地側の様子 複々線で溝の口駅方面へ続いている（2011年9月）

## 歴史

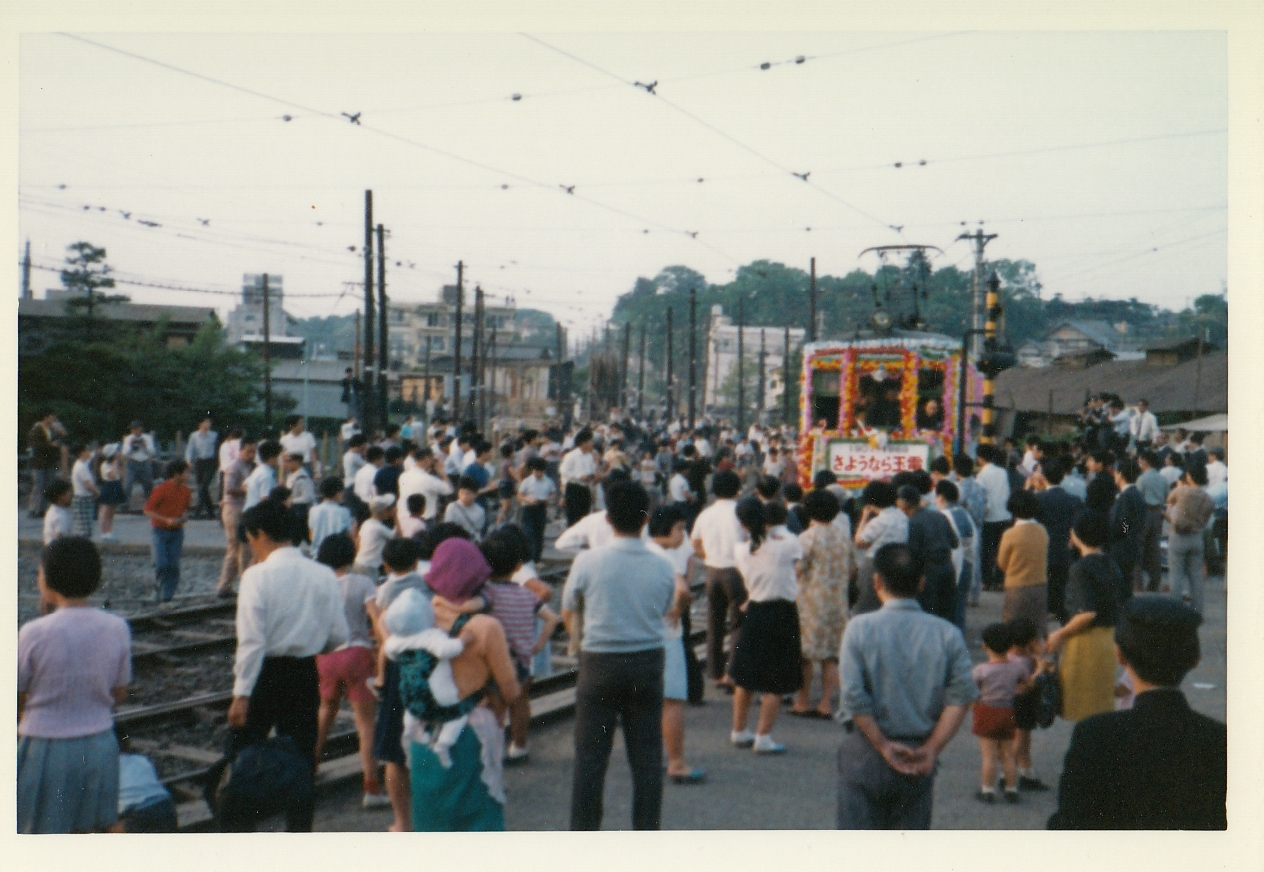
1969年二子玉川駅にて玉電さよなら電車

玉川電気鉄道の玉川停車場として開業した。その後、目黒蒲田電鉄の大井町線が延伸し、隣接して二子玉川駅を開業する。
玉川電気鉄道が東京横浜電鉄に合併後、それまで経営していた玉川第二遊園地（のちの二子玉川園）を読売新聞とタイアップさせ、「読売遊園」に改称したのに伴い、玉川線の駅も「よみうり遊園駅」に改称。さらに東横が目蒲に合併したことに伴い、同一駅に二つの名称があるのは不合理だということで双方とも「二子読売園駅」に改称。戦局の悪化で遊園地が閉鎖されたことで「二子玉川駅」に改称するが、戦後遊園地が復活したことに伴い、「二子玉川園駅」に改称した。
長らく地上駅であったが、大井町線が田園都市線として長津田駅まで延伸されることとなり、1966年（昭和41年）3月18日に高架化された。その際、駅全体が多摩川寄りに大きく移転した。この時、田園都市線の渡り線が一時撤去された。なお、玉川線と砧線のホームは従来の場所（地上）に取り残され、1969年5月10日の廃線まで存置された。1977年4月7日に新玉川線が当駅に乗り入れた。
高架駅となった当初は、渋谷から銀座線が延長し当駅で折り返す計画であったが、輸送量の関係で東急が新玉川線を建設するのに合わせて高架駅が建設されたという経緯から、折り返しが容易な内側の2・3番線を計画されていた銀座線→新玉川線、すなわち現在の田園都市線が使用し、外側の1・4番線を現在の大井町線（1979年までの田園都市線、すなわち大井町 - 当駅 - つきみ野間の列車）が使用していた。
新玉川線が田園都市線と完全に直通運転を行うようになる1979年8月11日までは、新玉川線の線路は当駅の渋谷寄りで上下線がY字ポイントで合流し、再びY字ポイントで2・3番線に分かれるという形態であった。
1979年8月12日に田園都市線の運行経路が変更され、長津田方面からの田園都市線列車は新玉川線の発着していた内側の2・3番線を使用することになった。この時に前述のY字ポイントは撤去されている。一方、当駅 - 大井町間は大井町線の名称に戻り、上野毛駅寄りに再び両渡り線を設けて、ホームの異なる外側の1番線と4番線のそれぞれで折り返す形での発着を行うようになる。その結果、両線の乗り換えには連絡通路を移動する場合としない場合が存在することになった。また、連絡通路が狭いために通路内で乗客が錯綜することもあった。関連して大井町線では1990年から1999年まで「二子玉川園」の行先表示を当駅の到着番線によって色分けし、4番線到着列車の字幕の地色は黒のまま、1番線到着列車の字幕の地色は緑にしていた。
運行経路変更以降は不便な状態が続いていたため、田園都市線複々線化工事（大井町線の溝の口延伸）を機に1994年から駅改良工事が実施され、1999年に外側の1・4番線を田園都市線、2・3番線を大井町線として使用するようになった。
その後、2003年8月中旬から2004年8月下旬まで、2期に分かれて（1期：2003年8月中旬から2004年3月下旬まで、2期：2004年4月中旬から8月下旬まで）エレベーター設置工事が行われた。1期は連絡通路の建設およびコンコースと通路を連絡するエレベーターの建設が、2期は連絡通路とホームを連絡するエレベーターの建設が行われた。1期工事完了時に連絡通路とホームの間に仮設スロープが設けられ、暫定的にバリアフリー対応とされた。この仮設スロープは2期工事期間中のみ使用され、連絡通路とホームを連絡するエレベーターの供用開始後に撤去された。
2006年4月、下りホームに待合室が完成した。その後、同年5月から9月下旬までホームの西半分において屋根の拡幅工事が行われた。既存の屋根にひさしが取り付けられ、雨天時の雨の吹き込みが減少するとされる。

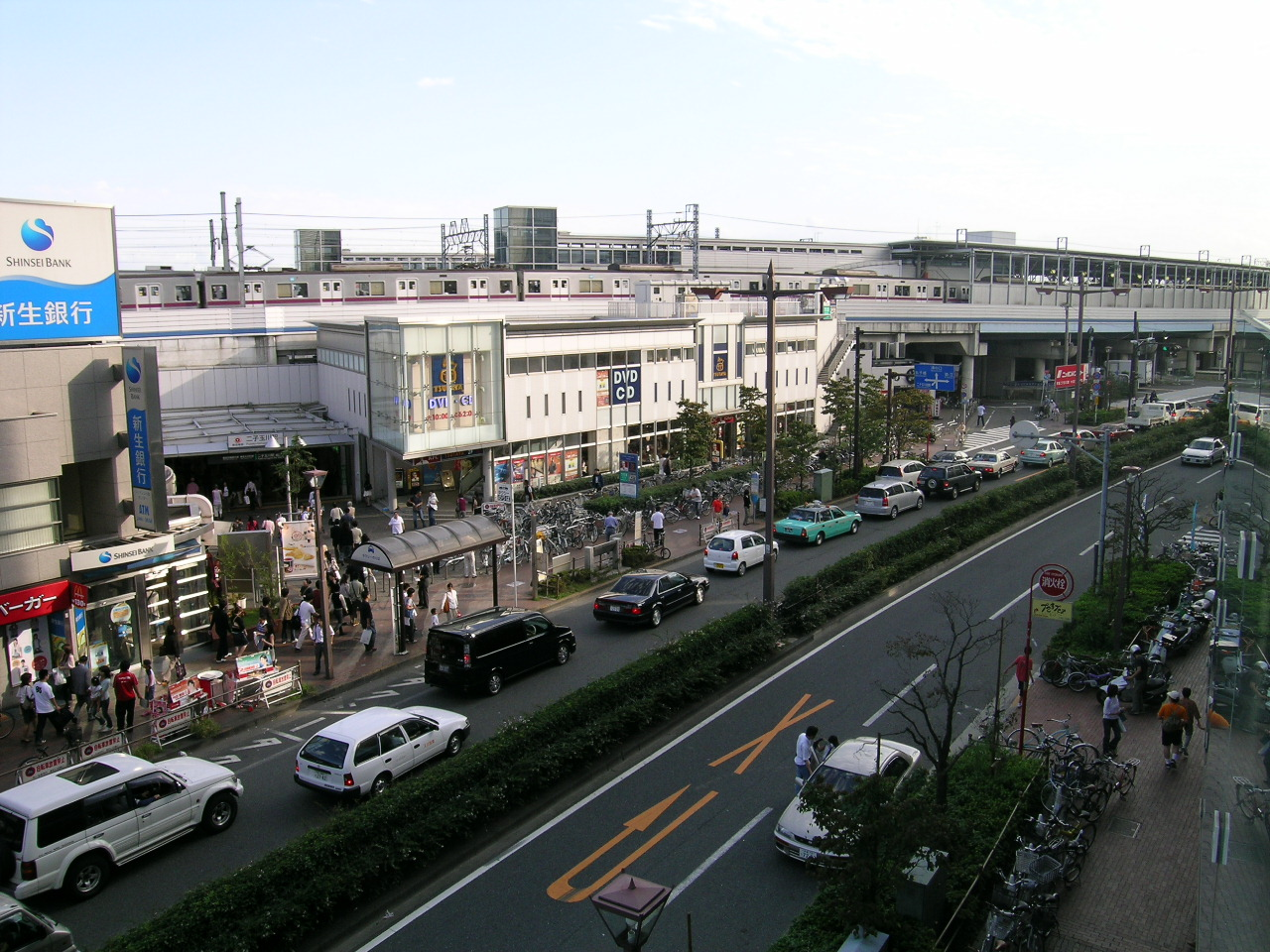
西口（2004年）。駅向かい側の玉川高島屋側から西口を望む
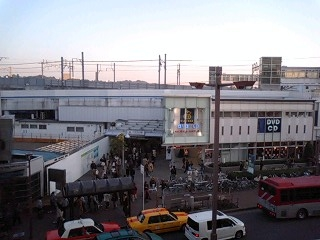
西口（2007年秋）。左側は再開発中の敷地
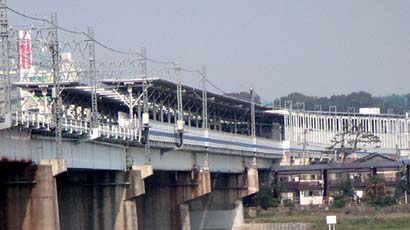
多摩川対岸から駅を遠望する（2004年）
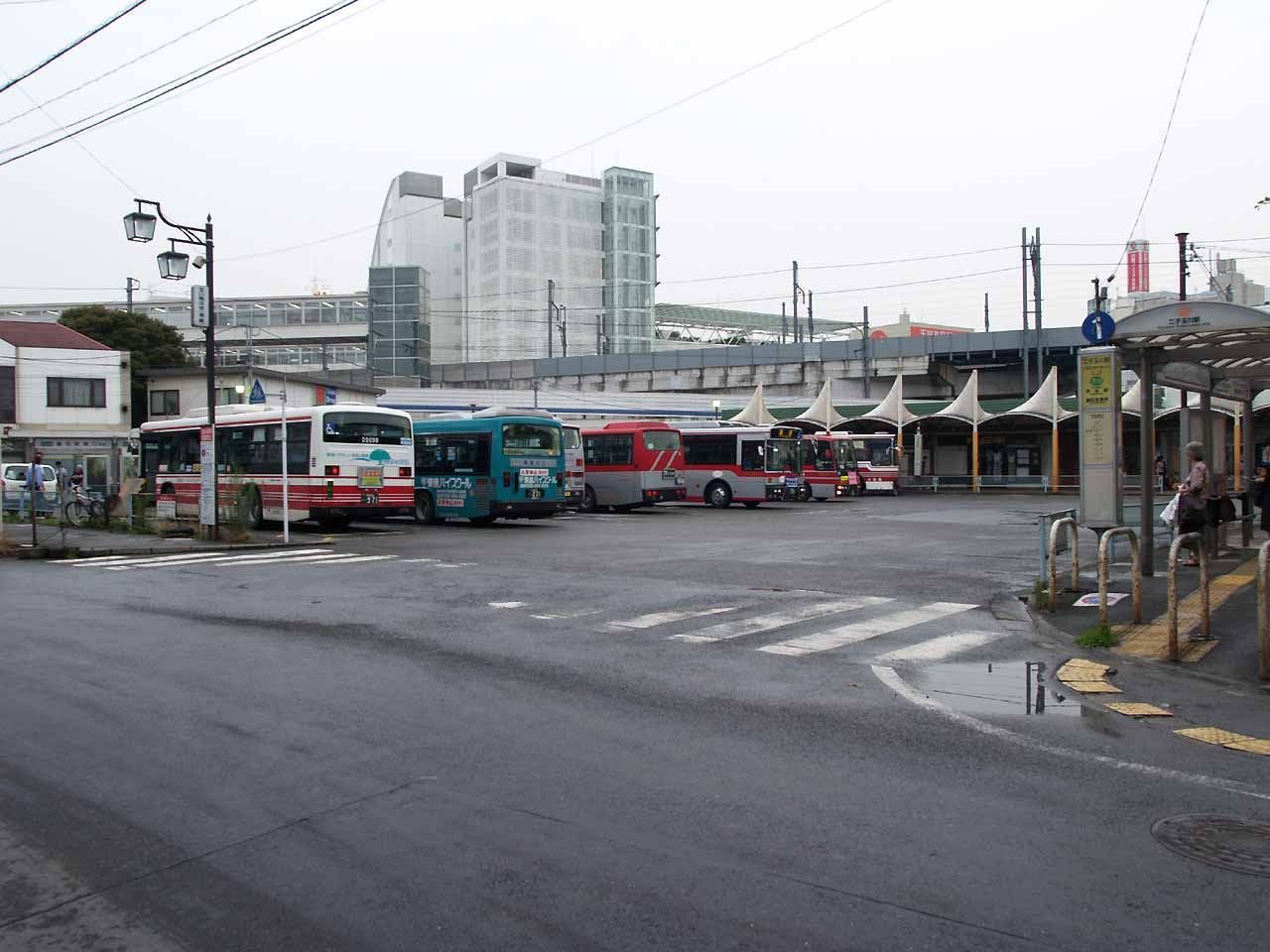
東口バスターミナル（2007年）

### 年表
- 1907年（明治40年）4月1日：玉川電気鉄道（のちの東急玉川線）玉川駅として開業[1]。
- 1924年（大正13年）3月1日：玉川電気鉄道砧線が開業[1]。
- 1927年（昭和2年）7月15日：玉川電気鉄道溝ノ口線玉川駅 - 溝ノ口駅（現在の溝の口）間が開業。
- 1929年（昭和4年）11月1日：目黒蒲田電鉄二子玉川線（現在の大井町線）二子玉川駅が開業[1]。
- 1939年（昭和14年）3月10日：玉川線玉川駅がよみうり遊園駅に改称。
- 1940年（昭和15年）12月1日：大井町線・玉川線の両駅を統合し二子読売園駅に改称[1]。
- 1943年（昭和18年）7月1日：二子読売園駅 - 溝ノ口駅間の軌道の軌間を1,372 mmから1,067mmに改軌し、大井町方面と直通運転開始[1]（地方鉄道法への変更は1945年10月1日）。
- 1944年（昭和19年）10月20日：二子玉川駅に再改称[1]。
- 1954年（昭和29年）8月1日：二子玉川園駅に改称[1]。
- 1963年（昭和38年）10月11日： 大井町線の名称を田園都市線に変更。
- 1964年（昭和39年）6月：当駅を含む上野毛 - 高津間の改良工事に着手[4]。
- 1966年（昭和41年）
  - 3月18日：当駅を含む上野毛 - 高津間の改良工事完成[4]。田園都市線の駅が高架駅となり、鉄道専用の二子橋梁の使用を開始[4]
  - 4月1日： 田園都市線溝の口 - 長津田間開業。
- 1969年（昭和44年）5月11日： 玉川線と砧線が廃止。
- 1974年（昭和49年）6月1日：自動改札機設置[5]。
- 1977年（昭和52年）4月7日：新玉川線が開業。
- 1978年（昭和53年）8月1日：二子玉川園駅を介し、東急新玉川線(二子玉川園-渋谷)と営団半蔵門線の直通運転開始[6]。
- 1979年（昭和54年）8月12日：田園都市線と新玉川線の直通運転開始に伴い、二子玉川園 - 大井町が大井町線として分離独立。
- 1985年（昭和60年）3月31日：二子玉川園が閉園。ただし駅名は二子玉川園駅のまま変更なし。
- 1997年（平成9年）9月：1・2番線ホーム上りエスカレーター設置[7]。
- 1998年（平成10年）
  - 4月25日：3・4番線ホームと改札口を結ぶエスカレーターが供用開始[8]。
  - 12月13日：1・2番線ホームで発着ホームが変更となり、新玉川線下り線と大井町線が入れ替わる[8]。
- 1999年（平成11年）9月4日：新玉川線・大井町線上り線を入れ替え、内側2線が大井町線となる[3]。
- 2000年（平成12年）8月6日：二子玉川駅に再々改称[9]。田園都市線・新玉川線の路線名を田園都市線に統一[9]。
- 2009年（平成21年）7月11日：大井町線が溝の口駅まで延伸し、大井町線の途中駅になる。
- 2018年（平成30年）2月12日：1・4番線でホームドアの運用開始。
- 2022年（令和4年）8月15日：定期券売り場の営業を終了[10]。

### 駅名の由来
「二子玉川」の「玉川」は開業時の駅所在地が荏原郡玉川村にあったことによる。「二子」は多摩川対岸の川崎市の地名だが、二子塚古墳に因んで大井町線開業時に目黒蒲田電鉄が名付けた。当時は玉川線と大井町線が別会社であったため、三業地として賑わっていた二子地区への最寄り駅として目蒲側が「二子玉川」と名付けたものであり、玉川電気鉄道には別途二子電停（現在の二子新地駅）が存在した。

## 駅構造
島式ホーム2面4線を有する高架駅である。ホームは外側の1・4番線を田園都市線、内側の2・3番線を大井町線が使用する。敷地の都合上、ホームの中央部から下り中央林間方にかけての大半が多摩川および駅付近で合流する野川を渡る橋（二子橋梁）上に位置する。
その特異な構造のため、ホームの上り方の幅は20メートル程度あるのに対し、ホームの中央部から下り方にかけてのホームの幅は5メートル程度しかない。
かつて上り列車のホームは朝ラッシュ時に、各駅停車と急行の乗り換え、さらには大井町線始発列車待ちの行列もでき、混雑が慢性化していた。その後、2007年4月5日より田園都市線準急の運行開始により各駅停車と急行の乗り換えが無くなり、さらに2009年7月11日には、大井町線の溝の口駅への延伸（田園都市線複々線化）工事の完成により、大井町線始発列車への乗り換え駅が溝の口駅に移動し、当駅ホームでの混雑は大幅に緩和している。
階段は、ホームの渋谷・大井町方とホームの中央部にそれぞれ1か所存在する。ホームの最も上り方の階段を下ると、コンコース・改札口に通じている。上下両ホームの中央部に位置する階段は1・2番線と3・4番線を結ぶ連絡通路である。この通路は改札口と連絡していない。
このような出口構造および、田園都市線の渋谷方の車両の対面に短い大井町線の編成が停車するため、朝ラッシュ時の上り列車では渋谷寄りの車両、特に1 - 3号車は当駅より手前では混雑率が高く、また当駅を過ぎるとやや低下する。
また、2014年4月にホーム、コンコース、旅客トイレ等の照明器具が、東急線で4番目の全駅LED照明となった。

### のりば
| 番線 | 路線       | 方向 | 行先                                     | 備考                      |
| ---- | ---------- | ---- | ---------------------------------------- | ------------------------- |
| 1    | 田園都市線 | 下り | 鷺沼・長津田・中央林間方面               | 大井町線からの直通は2番線 |
| 2    | 大井町線   | 下り | 溝の口方面                               |                           |
| 3    | 大井町線   | 上り | 自由が丘・大岡山・大井町方面             |                           |
| 4    | 田園都市線 | 上り | 渋谷・押上〈スカイツリー前〉・春日部方面 |                           |

- 3番線から渋谷方面へ、4番線から大井町方面へ出発できるようにそれぞれ渡り線（立体交差）が敷設されている。1999年に設置され、3・4番線入れ替え前はこの線路を使って渋谷・大井町方面に向かっていた。2019年現在、4番線から大井町方面への渡り線は長津田方面からの車両回送の際に使用されているが、3番線から渋谷方面の渡り線は定期列車での使用がない。
- 自動放送は、田園都市線が男声、大井町線が女声となっている。なお、大井町線の放送の音声は他駅が東横線と同じであるのに対し、当駅から溝の口間は田園都市線と同じになっている。また、田園都市線の途中駅での上りホームで男声が使用されている駅は当駅のみであったが、2009年6月15日より溝の口駅でも線路切り替えに伴い男声に変更された。同年7月11日からは、大井町線列車入線時に限り、接近メロディの使用が開始された。
- 大井町線・田園都市線共に早朝・深夜で当駅始発と終着の列車が設定されており、当駅で夜間滞泊の後、大井町・押上方面へ向かう。

### 改札口
改札口は上下両ホームから最も渋谷・大井町方に位置する階段を下った位置にある1か所のみである。有人通路はシースルー化されている。付近には複数の店舗が出店している。コンコース上部には人工地盤が用意されており、将来の再開発の準備がなされている。

### バリアフリー設備
改札口と連絡する階段にはエスカレーターとエレベーターが設置されている。また、多機能トイレや幅広型自動改札機も設置されている。
ただし、エレベーターに関してはホーム下に道路や堤防があることなど、駅構造上の問題からホームとコンコースを直接結ぶことが不可能であったため、ホームとコンコースを行き来する際にはエレベーターの乗り換えが必要である。すなわち、ホームからコンコースに向かう際には、最初のエレベーターで一旦ホーム上層の連絡通路に昇り、連絡通路を歩いて次のエレベーターでコンコースへ降りることになる。
上下両ホーム中央部の連絡通路は階段のみである。
トイレは1階改札口内、渋谷・大井町方面ホームへの階段付近にある。多機能トイレは男性用・女性用各1室ずつ用意されている。2006年にオストメイト対応化された。

### 駅構内設備

#### 改札内
- 売店
  - toks：上り・下りホーム
- サービス施設：いわゆる「駅ナカ」のような整備がなされ、下記を含めた数店の店舗が出店している。
  - ドミニク・サブロン
  - ブックファースト
  - スープストックトーキョー
  - しぶそば（2016年9月30日に橋脚補強工事に伴い京樽ともに閉店するも、2017年11月8日にリニューアルオープン）
  - 京樽

#### 改札外
- 定期券発売所・テコプラザ
- 売店
  - toks：改札前コンコース
- サービス施設：改札前のT字状の通路に十数店の店舗がある。駅周辺再開発の進捗に伴い、2006年以前に改札付近にあった店舗の多くは閉店し、代わりに2007年春から再開発地区から立ち退いた店舗が移転開業している。その他に補足事項がある店舗は以下の通り。
  - ケンタッキーフライドチキン二子玉川駅前店：駅改築前に創業者のカーネル・サンダースが来店した。
- 二子玉川乗務区・二子玉川保線区：高架下に立地。

## 利用状況
各線の2024年度の1日平均乗降人員は以下の通りである。
- 田園都市線 - 89,150人
- 大井町線 - 51,203人

田園都市線の乗降人員は、駅長不在駅の青葉台駅や中央林間駅よりも少ない。
- 田園都市線⇔大井町線間の乗換人員を含んだ、2018年度の路線別1日平均乗降人員は以下の通りである[乗降データ 1]。
  - 田園都市線 - 190,293人 - 同線内では渋谷駅、溝の口駅に次ぐ第3位。
  - 大井町線 - 148,136人 - 同線内では自由が丘駅に次ぐ第2位。

### 年度別1日平均乗降・乗換人員
近年の1日平均乗降・乗換人員は下記の通り。
| 年度               |                  |            |                              |                  |          |
| 年度               | 田園都市線       | 田園都市線 | 田園都市線 大井町線 乗換人員 | 大井町線         | 大井町線 |
| 年度               | 1日平均 乗降人員 | 増加率     | 田園都市線 大井町線 乗換人員 | 1日平均 乗降人員 | 増加率   |
| ------------------ | ---------------- | ---------- | ---------------------------- | ---------------- | -------- |
| 2002年（平成14年） | 57,029           | 4.8%       | 115,598                      | 28,305           |          |
| 2003年（平成15年） | 59,747           | 4.8%       | 111,928                      | 30,791           | 8.8%     |
| 2004年（平成16年） | 62,487           | 4.6%       | 123,568                      | 32,296           | 4.9%     |
| 2005年（平成17年） | 66,059           | 5.7%       | 126,142                      | 30,721           | −4.9%    |
| 2006年（平成18年） | 67,605           | 2.3%       | 130,748                      | 30,789           | 0.2%     |
| 2007年（平成19年） | 69,303           | 2.5%       | 140,132                      | 32,280           | 4.8%     |
| 2008年（平成20年） | 69,524           | 0.3%       | 135,266                      | 33,537           | 3.9%     |
| 2009年（平成21年） | 66,356           | −4.6%      | 92,611                       | 36,648           | 9.3%     |
| 2010年（平成22年） | 66,516           | 0.2%       | 78,472                       | 38,097           | 4.0%     |
| 2011年（平成23年） | 77,422           | 16.4%      | 76,690                       | 43,807           | 15.0%    |
| 2012年（平成24年） | 79,261           | 2.4%       | 79,317                       | 44,650           | 1.9%     |
| 2013年（平成25年） | 79,383           | 0.2%       | 81,878                       | 47,012           | 5.3%     |
| 2014年（平成26年） | 81,208           | 2.3%       | 81,333                       | 47,938           | 2.0%     |
| 2015年（平成27年） | 95,671           | 17.8%      | 83,129                       | 56,894           | 18.7%    |
| 2016年（平成28年） | 100,875          | 5.4%       | 84,562                       | 59,683           | 4.9%     |
| 2017年（平成29年） | 102,621          | 1.7%       | 85,939                       | 60,368           | 1.1%     |
| 2018年（平成30年） | 103,789          | 1.1%       | 86,504                       | 61,632           | 2.1%     |
| 2019年（令和元年） | 102,468          | −1.3%      |                              | 60,672           | −1.6%    |
| 2020年（令和02年） | 64,741           | −36.8%     |                              | 37,729           | −37.8%   |
| 2021年（令和03年） | 76,207           | 17.7%      |                              | 43,141           | 14.3%    |
| 2022年（令和04年） | 85,176           | 11.8%      |                              | 47,910           | 11.1%    |
| 2023年（令和05年） | 87,716           | 3.0%       |                              | 50,325           | 5.0%     |
| 2024年（令和06年） | 89,150           | 1.6%       |                              | 51,203           | 1.7%     |

### 年度別1日平均乗車人員（1994年 - 2000年）
近年の1日平均乗車人員は下記の通り。
| 年度               | 大井町線 | 田園都市線 | 新玉川線 | 出典             |
| ------------------ | -------- | ---------- | -------- | ---------------- |
| 1994年（平成06年） | 13,463   | 13,704     | 16,057   | [ 東京都統計 1 ] |
| 1995年（平成07年） | 12,833   | 13,464     | 16,342   | [ 東京都統計 2 ] |
| 1996年（平成08年） | 12,633   | 13,074     | 16,000   | [ 東京都統計 3 ] |
| 1997年（平成09年） | 12,203   | 12,518     | 15,712   | [ 東京都統計 4 ] |
| 1998年（平成10年） | 12,526   | 12,068     | 16,126   | [ 東京都統計 5 ] |
| 1999年（平成11年） | 12,779   | 11,940     | 16,563   | [ 東京都統計 6 ] |
| 2000年（平成12年） | 12,882   | 28,789     | 28,789   |                  |

### 年度別1日平均乗車人員（2001年以降）
| 年度               | 大井町線 | 田園都市線 | 出典              |
| ------------------ | -------- | ---------- | ----------------- |
| 2001年（平成13年） | 13,238   | 29,477     | [ 東京都統計 7 ]  |
| 2002年（平成14年） | 13,858   | 29,674     | [ 東京都統計 8 ]  |
| 2003年（平成15年） | 15,268   | 30,773     | [ 東京都統計 9 ]  |
| 2004年（平成16年） | 16,066   | 31,414     | [ 東京都統計 10 ] |
| 2005年（平成17年） | 15,408   | 33,406     | [ 東京都統計 11 ] |
| 2006年（平成18年） | 15,444   | 34,181     | [ 東京都統計 12 ] |
| 2007年（平成19年） | 16,057   | 34,951     | [ 東京都統計 13 ] |
| 2008年（平成20年） | 16,784   | 34,742     | [ 東京都統計 14 ] |
| 2009年（平成21年） | 18,438   | 33,088     | [ 東京都統計 15 ] |
| 2010年（平成22年） | 19,175   | 33,181     | [ 東京都統計 16 ] |
| 2011年（平成23年） | 21,887   | 38,568     | [ 東京都統計 17 ] |
| 2012年（平成24年） | 22,204   | 39,297     | [ 東京都統計 18 ] |
| 2013年（平成25年） | 23,534   | 39,465     | [ 東京都統計 19 ] |
| 2014年（平成26年） | 24,002   | 40,380     | [ 東京都統計 20 ] |
| 2015年（平成27年） | 28,465   | 47,712     | [ 東京都統計 21 ] |
| 2016年（平成28年） | 29,833   | 50,216     | [ 東京都統計 22 ] |
| 2017年（平成29年） | 30,162   | 51,118     | [ 東京都統計 23 ] |

## 駅周辺

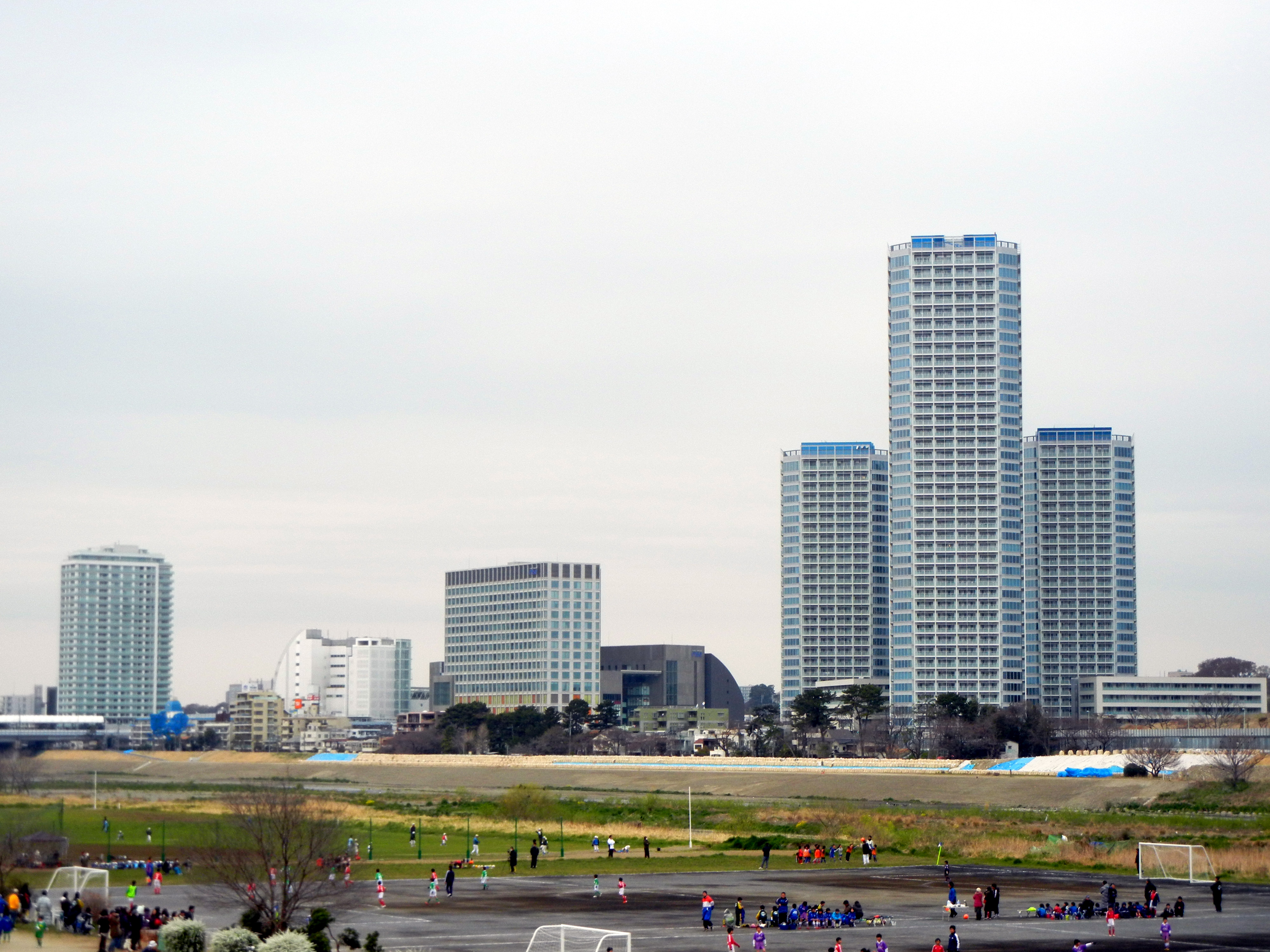
神奈川県側の多摩川河川敷から臨む二子玉川。
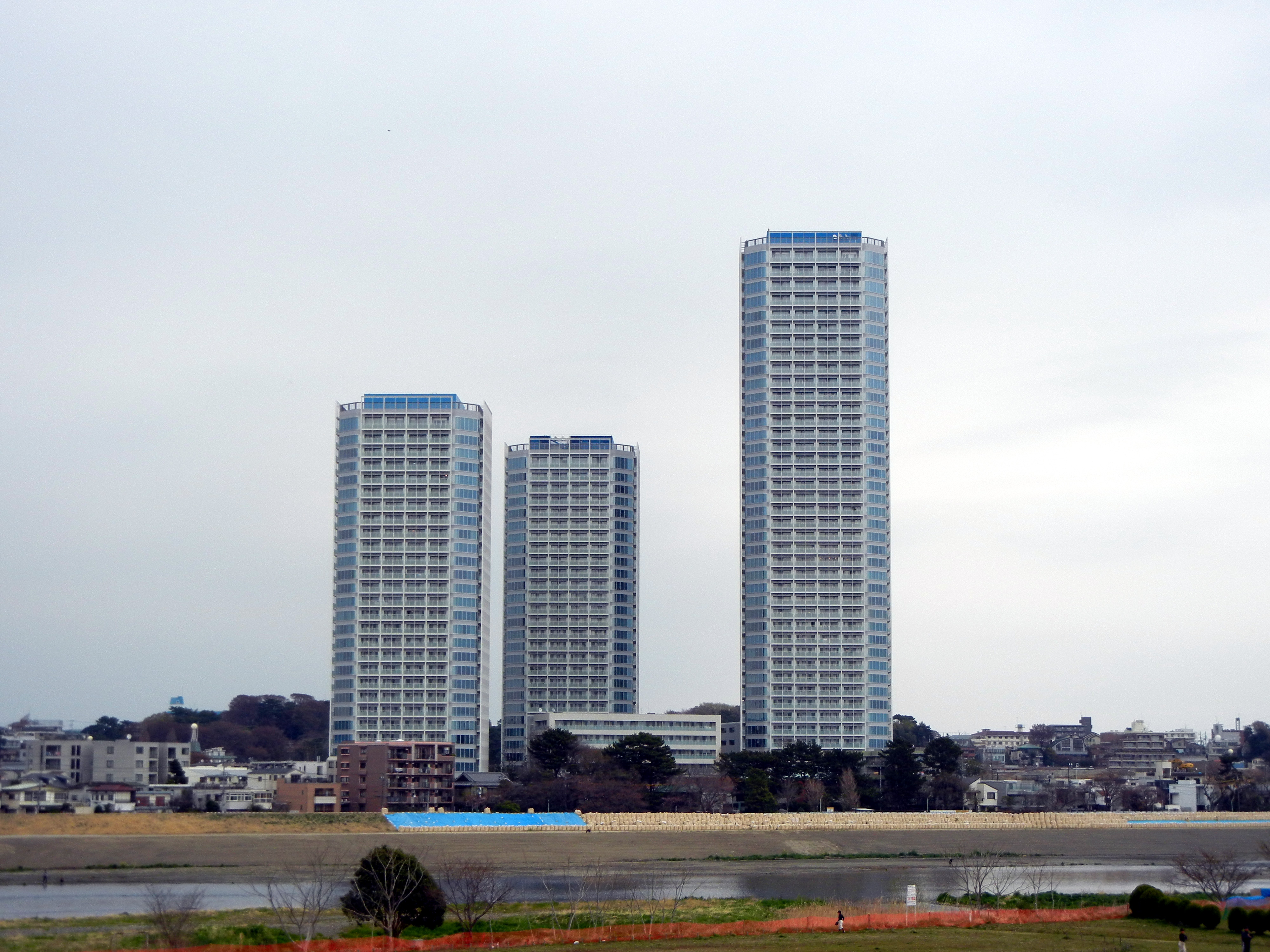
二子玉川ライズタワー
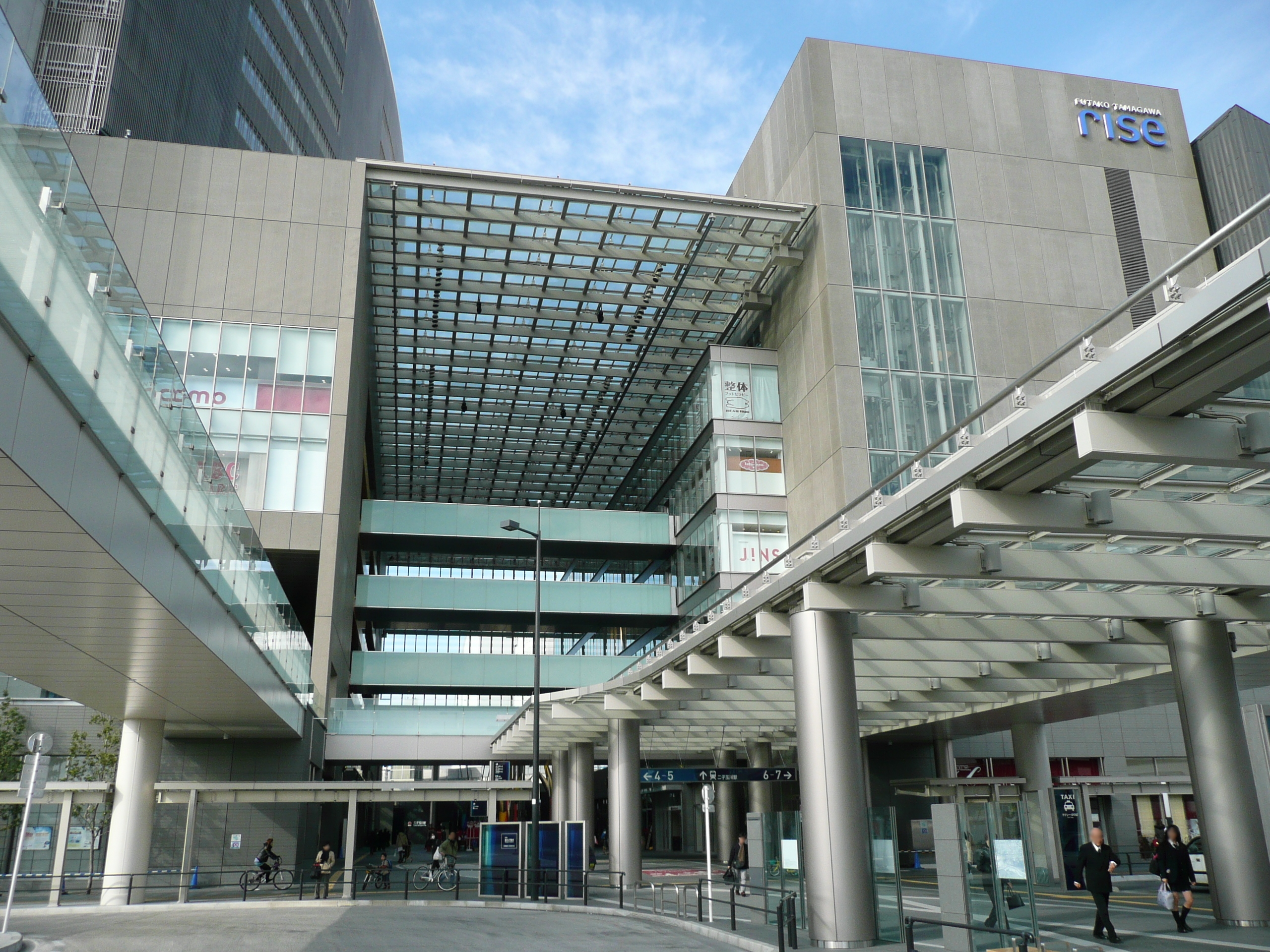
二子玉川ライズ。写真中央下が駅東口（2011年11月）
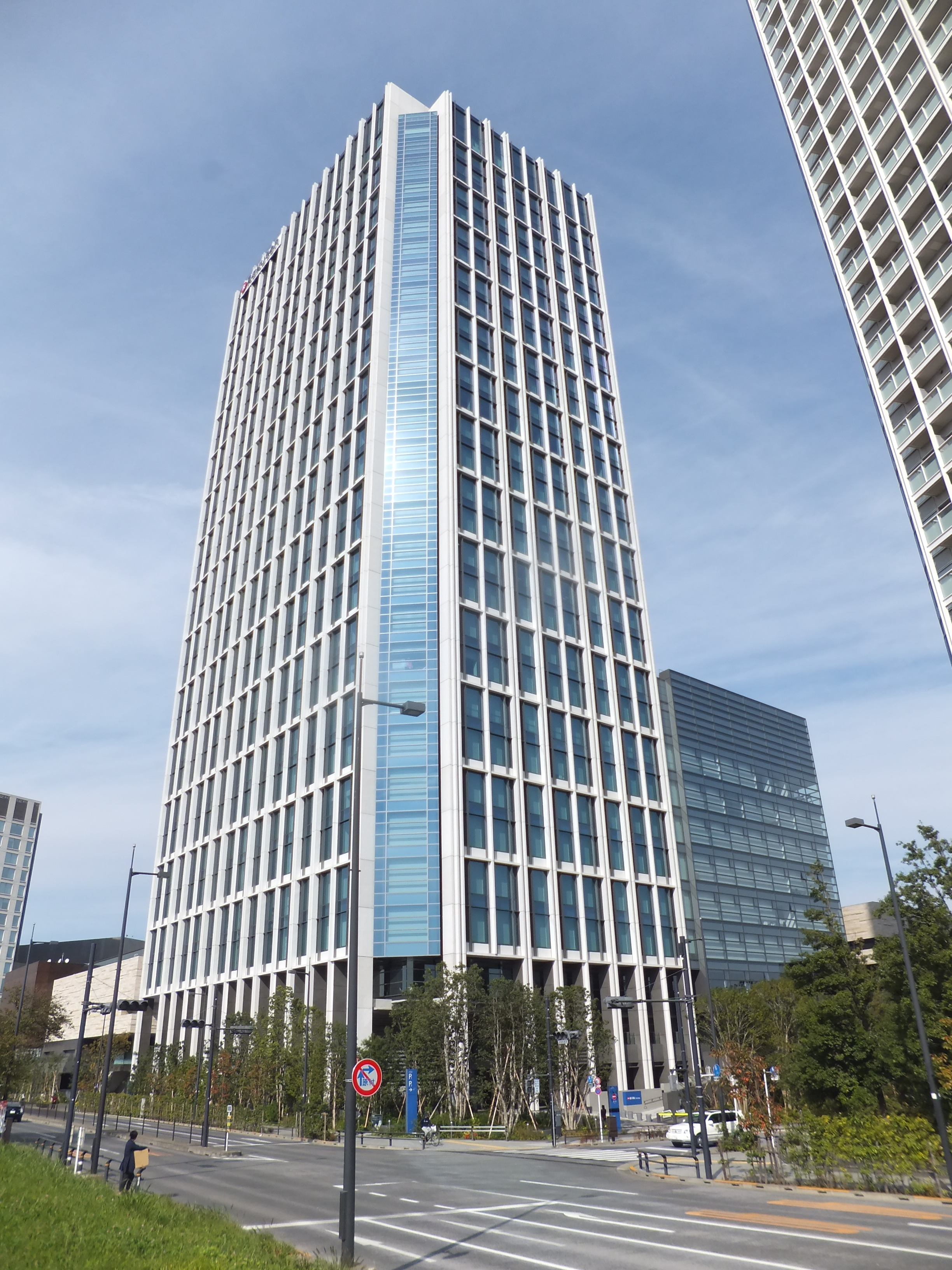
楽天クリムゾンハウス。楽天の本社が入居している。

駅前地区には商業施設が集まり、周辺には瀬田や岡本などの閑静な住宅街が広がる。髙島屋など複数のショッピングセンターがあり、また多摩川の河川敷と合わせ行楽地としての一面も有する。休日に訪れる人は多く、駅周辺はマイカーや路線バスが混雑する。スーモ「関東版住みたい街ランキング」では2016年に10位にランクインしていたが、2018年は19位となっている。
駅西口側は、1969年に玉川髙島屋をキーテナントとするショッピングセンター（玉川髙島屋S・C）が開業。玉川髙島屋は日本初の郊外型ショッピングセンターとして知られる。玉川通り沿いや高島屋周辺に、服飾、雑貨、飲食などの店舗が集積している。また、玉川高島屋西側の新二子橋橋梁脇との間の小規模店舗・住宅群は、京都の小路をモチーフとして「柳小路」という飲食街が再開発された。
駅東側側は、戦前に玉川電気鉄道（玉電）や東京横浜電鉄（のち両者が合併し東京急行電鉄（現在の東急電鉄）となる）により、玉川第二遊園地や玉川プールなどが開設され、行楽地として開発された。玉川第二遊園地は、のち駅名の由来となった遊園地の二子玉川園となり、同地には映画館「二子東急」も設けられ、行楽地として栄えた。1985年の二子玉川園閉園後、跡地は二子玉川タイムスパークとして暫定活用され、スポーツ施設の「二子玉川園東急スポーツガーデン」、ナムコ・ワンダーエッグ、いぬたま・ねこたまなどのテーマパークが建設された。
駅東口周辺および二子玉川園跡地は、二子玉川園閉園後から大規模な再開発が計画されていた。東急玉川線（玉電）の二子玉川園駅跡地には東急ストア（高級スーパー業態の「プレッセ」だった時期もある）が長らく営業していたが、再開発のため店舗は撤去され、2011年3月に「二子玉川ライズ・ドッグウッドプラザ」が建った。東急ストアはのちに二子玉川ライズ・ショッピングセンターのテナントとして再出店している（詳細は「東急ストア#東京都」を参照）。また、東急ハンズの2号店である二子玉川店も出店していた（詳細は「ハンズ (小売業)#過去に存在した店舗」を参照）。
2005年にようやく事業認可がおり、以降、順次再開発工事が進められた。再開発地域全体は「二子玉川ライズ」と命名された。2010年4月、商業施設の「二子玉川ライズ・バーズモール」と「二子玉川ライズ・オークモール」が先行オープン。同年5月には高層住宅「二子玉川ライズタワー&レジデンス」の入居が開始された。翌2011年3月、商業施設の「二子玉川ライズ・ドッグウッドプラザ」「二子玉川ライズ・ショッピングセンター」、オフィスビルの「二子玉川ライズ・オフィス」がオープンした。また駅改札口の前の高架下に当たる場所には、商業施設の「二子玉川ライズ・ステーションモール」がオープンした。2015年6月、二子玉川ライズオフィス、二子玉川エクセルホテル東急、楽天の本社となる「二子玉川ライズ楽天クリムゾンハウス」、二子玉川蔦屋家電、109シネマズ二子玉川、イッツコムスポット&スタジオなどがオープンした。これをもって二子玉川再開発はグランドオープンとなった。
駅南方向には、多摩川河川敷が広がる。河川敷には兵庫島公園などがあり川や水に親しめる環境である。河川敷では、毎年10月（2017年までは8月第3土曜日）に世田谷区たまがわ花火大会が開催され（対岸の川崎市制記念多摩川花火大会と共催）、その際には駅と駅周辺が観客で非常に混雑する。河川敷は週末になると、野球などのスポーツや、バーベキュー、ゴルフなどのレジャーを楽しむ人々で賑わう。なお、世田谷区条例により、河川敷の兵庫島公園などでのバーベキューは認められていないため、バーベキューが可能なエリアは狭い。対岸の川崎市側（二子新地駅側）の河川敷ではバーベキューが広く行われているが、騒音やバーベキューのゴミが深刻な問題となっている。また、テレビコマーシャルやドラマなどのロケーション撮影にも、周辺の堤がよく使われている。

### 西口

#### 官公庁・公共施設
- 世田谷区役所二子玉川まちづくりセンター
- 砧下浄水所

#### 教育機関
- 東京都市大学二子幼稚園
- 世田谷区立二子玉川小学校
- 学校法人聖ドミニコ学園
- 東京都立世田谷総合高等学校
- 駒澤大学玉川キャンパス
- コヤマドライビングスクール二子玉川校

保育所
- たまがわみんなの家（認可保育所）

#### 主な病院
- 玉川病院

#### 郵便局・金融機関
- 世田谷鎌田郵便局
- 三菱UFJ銀行玉川支店・二子玉川支店

#### 店舗
- ゆうぽうと世田谷レクセンター
- 玉川高島屋S.C
- 柳小路：商業店舗群

#### 史跡・自然
- 多摩川河川敷
- 兵庫島公園：河川敷の一部で、当駅からの河川敷の入口に当たる。
- 岡本公園民家園
- 多摩川二子橋公園

#### 交通
- 二子橋
- 国道246号

### 東口

#### 官公庁・公共施設
- 東京国税局玉川税務署

#### 郵便局
- 二子玉川郵便局

#### 法人
- 楽天グループ本社

#### 史跡・自然
- 二子玉川ライズ
  - 109シネマズ二子玉川
  - 二子玉川公園
- 多摩川河川敷

#### 交通
- 駒沢通り

## バス路線
東口にあるバスターミナル（二子玉川駅停留所）から、東急バスと小田急バスが合わせて7系統の一般路線バスを、東急バスと京浜急行バスが1系統（羽田空港行き）、東急バスと東京空港交通が1系統（成田空港行き）の空港連絡バスをそれぞれ運行している。1 - 5番乗り場のロータリーと6・7番乗り場のロータリーが相対する形で設置されている。たまがわ花火大会の際には、当駅周辺の道路規制が行われ、二子玉川駅バスロータリーおよび二子玉川停留所など駅周辺の規制地域内でのバス利用はできない。駅前ロータリーは封鎖され臨時切符売り場・待ち合わせ場所として使われる。2008年5月1日より駅前再開発の進捗により東口のロータリーが閉鎖され、仮設ターミナルに移設された。2010年7月1日より1 - 5のりばが新ターミナルに移設された。2013年3月7日より6・7のりばが新設ロータリーに移設された。2013年7月16日より成田空港行きリムジンバスが運行を開始した。2014年12月19日より河口湖駅行き高速バスが運行を開始した。2016年4月15日より夜行高速バスパイレーツ号の運行を開始した。2019年10月1日より羽田空港・成田空港へのリムジンバスの出発場所を羽田行の早朝1便を除いて二子玉川ライズ・楽天クリムゾンハウスに変更した。なお、当駅到着便については従来通り降車も扱っている。
| のりば | 系統     | 経由                                              | 行先                                 | 会社                      | 備考                          |
| ------ | -------- | ------------------------------------------------- | ------------------------------------ | ------------------------- | ----------------------------- |
| 1      | 出入庫   | 瀬田                                              | 瀬田営業所                           | 東急                      |                               |
| 1      | 向02     | 梅林・新平瀬橋・久地駅前                          | 向ヶ丘遊園駅南口                     | 東急                      |                               |
| 1      | 向02     | 梅林                                              | 新平瀬橋                             | 東急                      |                               |
| 1      | 玉12     | 新町一丁目                                        | 駒沢大学駅前                         | 東急                      |                               |
| 1      | 渋12     | 新町一丁目・駒沢・三軒茶屋                        | 渋谷駅                               | 東急                      | 土曜の夜に 1本のみ運行        |
| 2      | 玉06     | 吉沢・都市大総合グラウンド前                      | 砧本村                               | 東急                      | 砧本村で宇奈根方面に 乗継可能 |
| 3      | 玉07     | 吉沢・鎌田・砧中学校下                            | 成城学園前駅西口                     | 東急・小田急              |                               |
| 4      | 玉08     | 吉沢・鎌田・砧中学校下・ 喜多見駅入口・狛江駅北口 | 調布駅南口                           | 小田急                    |                               |
| 4      | 玉30     | 吉沢                                              | 【循環】玉川病院                     | 東急                      |                               |
| 4      | 玉31     | 吉沢・岡本三丁目・ 成育医療研究センター前         | 成城学園前駅西口                     | 東急                      |                               |
| 4      | 玉31     | 吉沢・岡本三丁目                                  | 成育医療研究センター                 | 東急                      |                               |
| 4      | 玉32     | 吉沢・岡本三丁目                                  | 【循環】美術館                       | 東急                      | 休日1本のみ                   |
| 5      | 玉11     | 明神池前・玉堤一丁目                              | 多摩川駅                             | 東急                      |                               |
| 5      | 玉11     | 上野毛駅                                          | 瀬田営業所                           | 東急                      |                               |
| 5      | リムジン |                                                   | 羽田空港第3ターミナル                | 京急                      | 早朝1便のみ                   |
| 5      | リムジン |                                                   | 二子玉川ライズ・楽天クリムゾンハウス | 東急・京急・ 東京空港交通 | 降車専用                      |
| 6      | 黒02     | 上野毛駅・都立大学駅北口・ 目黒郵便局             | 目黒駅前                             | 東急                      |                               |
| 6      | 黒02     | 上野毛駅・都立大学駅北口・ 目黒郵便局             | 清水                                 | 東急                      |                               |
| 7      | 玉21     | 上野毛駅・中町五丁目                              | 東京医療センター                     | 東急                      |                               |

また、西口には「二子玉川」停留所（二子玉川駅・高津営業所方面）がある。渋12・玉12系統「高津営業所」行のバスは二子玉川駅に立ち寄らないため、二子玉川駅利用時に二子玉川バス停での降車が必要となる。また、朝ラッシュ時は吉沢方面からの系統がこの停留所を経由してバスターミナルに向かうが、この停留所で下車した方が当駅へは早い。
6・7番乗り場は、以前は二子玉川園の正門前にあり、2000年8月5日まで「二子玉川園前」という別の停留所であった。二子玉川園が閉鎖された後もしばらくそのままの名称で残っていたが、駅名が「二子玉川駅」に改められた際、停留所名が改められた。
2015年12月1日から、羽田空港線・成田空港線共、二子玉川ライズ・楽天クリムゾンハウスが起終点に変更された。

## 隣の駅
東急電鉄
 田園都市線
■急行
三軒茶屋駅 (DT03) - 二子玉川駅 (DT07) - 溝の口駅 (DT10)
■準急（用賀方当駅から各駅に停車）
用賀駅 (DT06) - 二子玉川駅 (DT07) - 溝の口駅 (DT10)
■各駅停車
用賀駅 (DT06) - 二子玉川駅 (DT07) - 二子新地駅 (DT08)
 大井町線
■急行
自由が丘駅 (OM10) - 二子玉川駅 (OM15) - 溝の口駅 (OM16)
□各駅停車（二子新地・高津は通過）
上野毛駅 (OM14) - 二子玉川駅 (OM15) - 溝の口駅 (OM16)
■各駅停車（二子新地・高津に停車）
上野毛駅 (OM14) - 二子玉川駅 (OM15) - 二子新地駅 (DT08)

## 作品
- スパイラル －推理の絆－（アニメ版）作中の主な舞台として駅舎の内外が描かれる。